# Anoplopisione maxillata
Anoplopisione maxillata är en ringmaskart som beskrevs av Hartmann-Schröder 1974. Anoplopisione maxillata ingår i släktet Anoplopisione och familjen Pisionidae. Inga underarter finns listade i Catalogue of Life.